# Manuel Ferraz de Campos Sales
Manuel Ferraz de Campos Sales (Campinas, São Paulo, 15 de febrero de 1841-Santos, 28 de junio de 1913) fue un político brasileño, presidente de Brasil entre 1898 y 1902.

## Biografía
Bachiller en derecho por la Facultad de Derecho de São Paulo, Campos Sales ingresó, y enseguida formarse en el Partido Liberal. A continuación, participó de la creación del Partido Republicano Paulista (PRP), en 1873.
Fue elegido senador en 1890, pero renunció al cargo cuatro años después para convertirse en gobernador del estado de São Paulo, cargo que ejerció hasta 1898. 

### Presidencia constitucional de la República
En ese año fue elegido Presidente constitucional de la república, sustituyendo a Prudente de Morais; lo acompañó como vicepresidente Francisco de Assis Rosa e Silva.
En su época, la economía brasileña, basada en la exportación de café y caucho, no iba bien. Juzgaba que todos los problemas del país tenían una única causa: la desvalorización de la moneda. Desarrolló la llamada política de los gobernadores, o política del café con leche, a través de la cual intentó obtener el apoyo del Congreso a través de relaciones de clientelismo y favorecimiento político entre el gobierno central, representado por el mismo presidente, estados, representados por los respectivos gobernadores, y municipios, representados por los coroneles.
En la economía, Campos Sales decidió que la resolución del problema de la deuda externa era el primer pasó a ser tomado. En Londres, el presidente y los ingleses establecieron un acuerdo, conocido como "funding-loan". Con ese acuerdo, se suspendió por 3 años el pago de los intereses de la deuda; se suspendió por 13 años el pago de la deuda externa existente; el valor de los intereses y de las prestaciones no pagas se sumarían a la ya existente; la deuda comenzaría a ser pagada en 1911, con el plazo de 63 años con intereses del 5% anual; las rentas de la aduana de Río de Janeiro y Santos quedarían hipotecadas a los banqueros ingleses, como garantía. Entonces, libre del pago de las prestaciones, Campos Sales pudo llevar adelante su política de "saneamiento" económico. Combatió la inflación, no emitiendo más dinero y retirando una parte de circulación. Después combatió los déficits presupuestarios, reduciendo el gasto y aumentando el ingreso.
Joaquim Murtinho, Ministro de Hacienda, recortó el presupuesto del gobierno federal, elevó todos los impuestos existentes y creó otros. Finalmente, se dedicó a la valorización de la moneda, elevando el cambio de una tasa de 48 mil-reales por libra a 14 mil-reales por libra.
Un ministro de su gabinete que merece destacarse fue Olinto de Magalhães, a cargo de Relaciones Exteriores.

### Su visita a la Argentina y la sucesión de Campos Sales

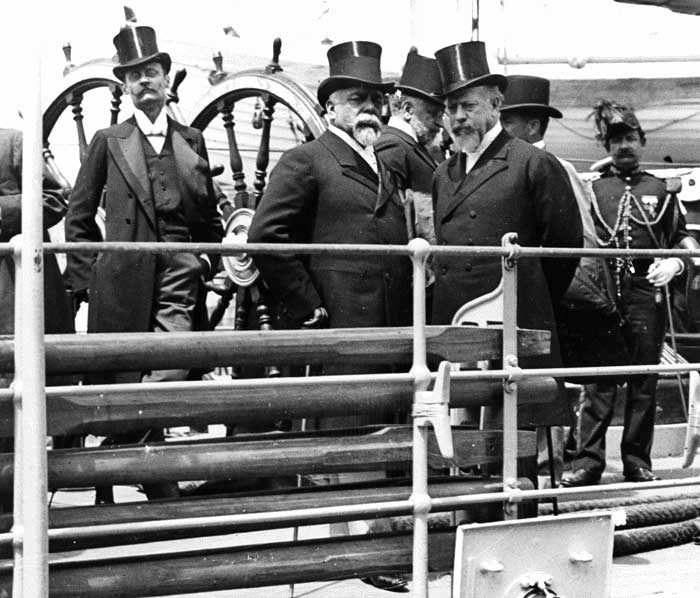
Campos Salles (izq.) y Julio Roca (der.)

En 1899, el presidente de la Argentina Julio Roca, visitó Río de Janeiro, y, en 1900, Campos Sales retribuyó su visita, siendo recibido por mucho público, cerca de un cuarto de la población porteña, en Buenos Aires (300.000 personas del 1,2 millón de habitantes de esa capital argentina). Campos Salles fue el primer presidente brasileño en viajar al exterior.
Campos Sales gobernó hasta el 15 de noviembre de 1902, y logró hacer que su sucesor, elegido el 1 de marzo de 1902, el Consejero Rodrigues Alves, paulista, fuese el presidente de la república, y como vicepresidente, el mineiro Silviano Brandão, que falleció, siendo sustituido por otro mineiro, el Consejero Afonso Pena.

## Después de la presidencia
Luego del mandato presidencial, fue senador por São Paulo, y diplomático en la Argentina, donde trabajó con Julio Roca que también era diplomático y del cual se hiciera amigo cuando ambos fueran presidentes. Durante las articulaciones (demárches) para la elección presidencial de 1914, su nombre llegó a ser nombrado para esa presidencia de la república, pero falleció repentinamente, en 1913, cuando pasaba por dificultades financieras.

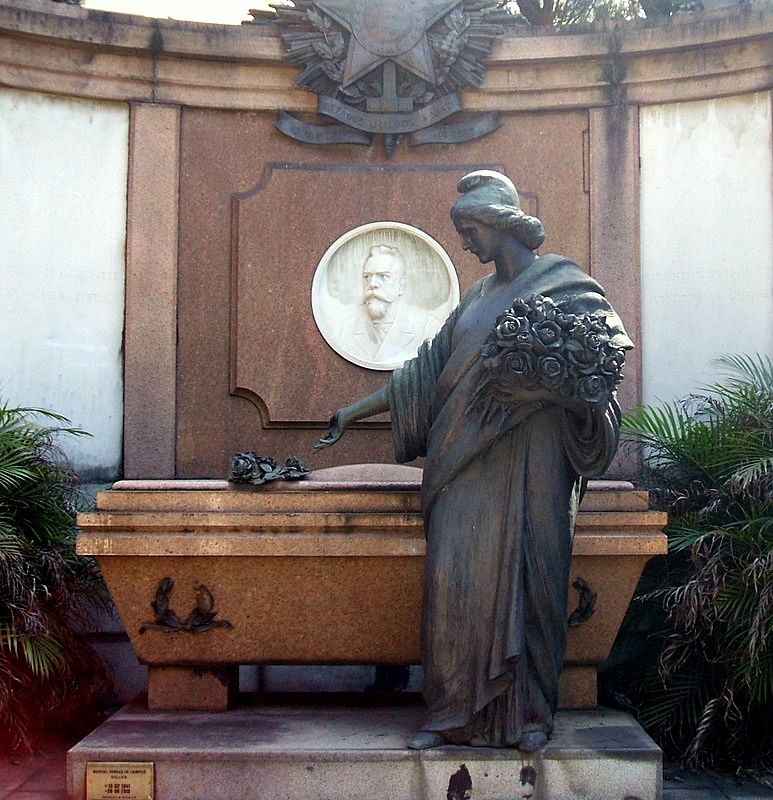
Túmulo de Campos Sales, Cementerio de la Consolación.

## Homenajes

### Eponimia
Fue homenajeado dando su nombre a:

### Argentina
localidad de
- Campos Salles (grafía castellana), en el Partido de San Nicolás, provincia de Buenos Aires

### Brasil
una ciudad de Ceará
- Campos Sales (Ceará)

otra en São PauloSalesópolis
- importante avenida en Belo Horizonte, "Avenida Campos Sales"
- calle en Campo Grande (Mato Grosso do Sul): "rua Presidente Manoel Ferraz de Campos Salles", donde está localizado la Jefatura del Ministério Público de aquel Estado
- Cruzando el Rio Tietê, llegando a Barra Bonita está Igaraçu do Tietê, y el "Ponte Campos Sales", inaugurado en 1915, obra construida por iniciativa de Campos Sales
- importante avenida donde residió, en la ciudad de Campinas: "Avenida Campos Salles"
- ciudad de Río de Janeiro, Barrio de Tijuca también existe una rua en su honor
- importante avenida en Porto Velho, Rondônia

- Datos: Q382919
- Multimedia: Campos Sales / Q382919